# Laura Ashley
Pour les articles homonymes, voir Ashley.
Laura Ashley (née Laura Mountney le 7 septembre 1925 et morte le 17 septembre 1985) est une styliste et créatrice d'entreprise galloise.

## Biographie

### Débuts
Laura Mountney naît à Dowlais, dans le sud du pays de Galles ; elle grandit partiellement à Londres, avant de retourner à Merthyr Tydfil pendant la Seconde guerre mondiale. Elle y poursuit des études de secrétariat et rejoint le Women's Royal Naval Service. En 1949, Laura Mountney épouse Bernard Ashley ; en 1953, alors qu'elle est enceinte pour la première fois, elle commence à sérigraphier des motifs à l'aide d'écrans en soie construits par son mari dans leur appartement de Pimlico. Laura Ashley commence par fabriquer des écharpes ou des sets de tables, avant de passer à divers types de vêtements ou de textiles décoratifs.

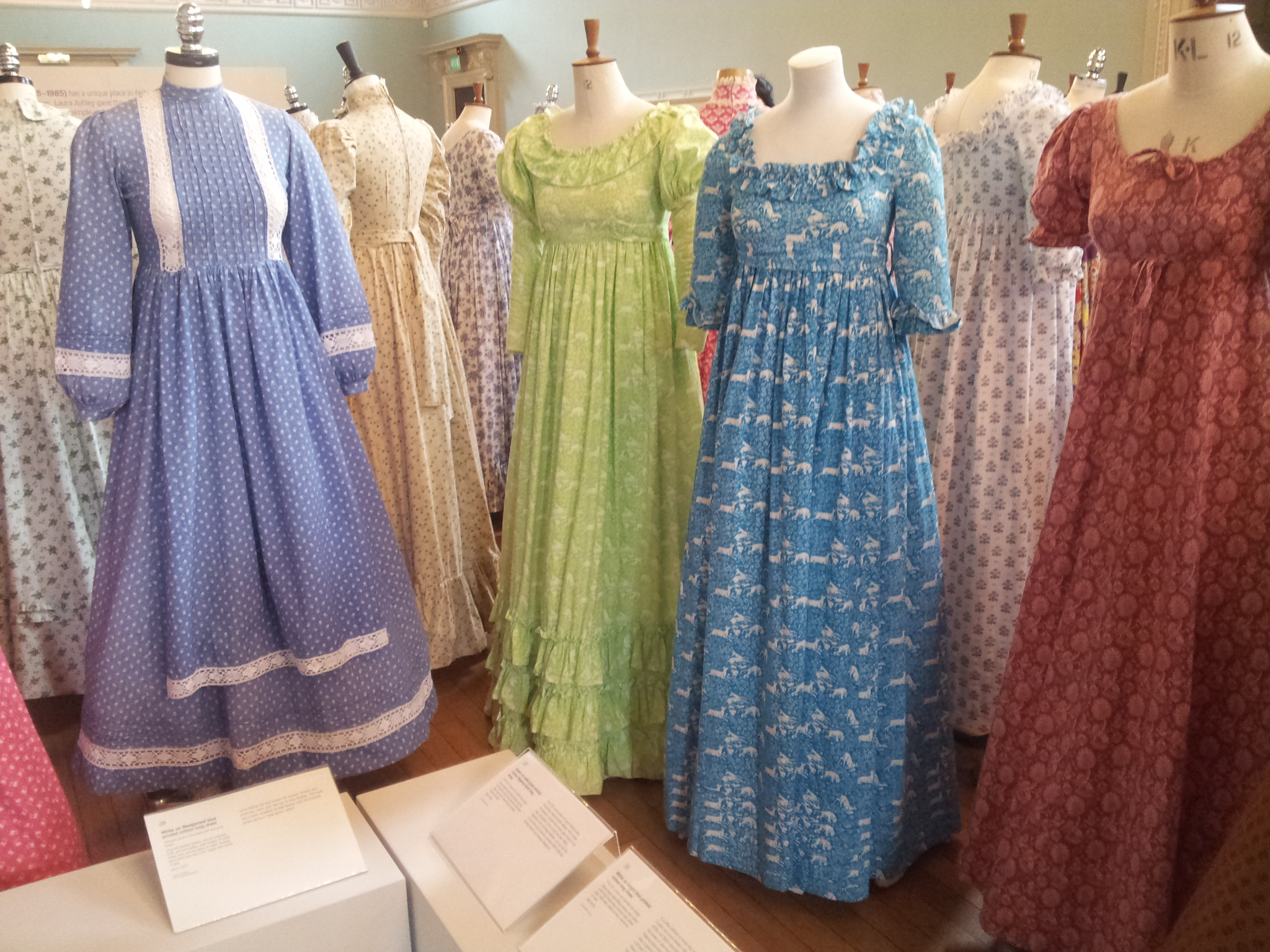
Robes Laura Ashley des années 1970.

### Création de l'entreprise
Une première boutique Laura Ashley ouvre à Machynlleth en 1961 ; la famille déménage en 1963 à Carno, dans le Montgomeryshire, où une gare désaffectée devient usine de production. Cela leur permet d'ouvrir d'autres magasins en Grande-Bretagne dont le premier à Londres en 1967, puis en Europe et en Amérique. L'entreprise reste familiale, puisque Laura s'occupe de la partie créative et artistique, Bernard des aspects financiers et techniques ; leurs enfants s'y associent : David développe les activités en Amérique du Nord, Nicolas devient également styliste, tandis que Jane photographie les produits. À la fin des années 1960, sa mode fleurie en coton faite de corsages, jupes, de robes, à l'esprit champêtre, est un succès : l'entreprise s'étend, ouvrant des boutiques dans de nombreux pays. Nostalgique et sorte de retour vers la nature, les vêtements de Laura Ashley sont une réaction anti-mode dans cette époque, contrastant avec la présence récurrente de matières synthétiques dans l'habillement féminin. Ce style, appelé le « Victorian milkmaid look » par les anglophones, reste sur le devant de la scène durant une quinzaine d'années et, fin de années 1970, il périclite ; la disparition du mouvement hippie et l'avènement de la mode punk ont raison de son succès. Malgré tout, l'entreprise compte encore 5 000 points de vente dans le monde au tout début des années 1980. 
En grande difficulté financière depuis quelque temps, l'entreprise de Laura Ashley dépose le bilan le mardi 17 mars 2020 en pleine crise liée au coronavirus.

### Fin de vie
Laura et Bernard Ashley quittent la Grande-Bretagne pour vivre en Picardie, au château de Remaisnil en 1978, et à Bruxelles. Laura Ashley meurt en 1985 des suites d'une chute dans les escaliers ; à sa mort, son entreprise compte 225 magasins et emploie plus de 4 000 personnes.